# Sébastien Monod
Pour les articles homonymes, voir Monod.
Sébastien Monod est un écrivain français né en 1972 à Sens.

## Biographie
Sébastien Monod vit à Rouen depuis l'âge de six ans. Après des études de cinéma et de langues étrangères, il commence sa carrière comme journaliste avant de se reconvertir dans la communication. Les postes qu’il occupe sont tous en lien avec la culture : les arts vivants (Automne en Normandie, Le Volcan - Scène nationale, Académie Bach…) ou le livre (Festival de Rouen-Normandie du livre de jeunesse ).
Parallèlement, il écrit des romans, des nouvelles, mais aussi de la poésie, des chansons, du théâtre et des scénarios de court métrage. En 1999, il crée en compagnie de deux autres auteurs la série Les Heures joyeuses et coécrit On ira (presque) tous au Paradis (H&O Éditions), premier d'une lignée de petits romans bâtis sur le modèle des séries TV américaines. Cette série connaît un franc succès. Son premier roman personnel est Rue des Deux Anges (Éditions Publibook) dans lequel il aborde la question de l'identité, un thème récurrent dans son œuvre.
Amateur de voyages et de nouvelles expériences, Sébastien Monod aime s’isoler dans des lieux atypiques pour écrire (un sémaphore sur l’île d’Ouessant, un monastère en montagne à la frontière franco-italienne…).
Sébastien Monod propose en outre des ateliers d'écriture à destination des adultes et des enfants. L’un d’eux a donné naissance en 2007 à un recueil publié sous le nom Rouen, la ville dont vous êtes le héros (Christophe Chomant Éditeur). Il est également organisateur de lectures dans des lieux inédits et d’événements en lien avec la littérature. Par exemple, « Les Randonnées littéraires », qui se sont tenues dans plusieurs lieux emblématiques en Normandie (Rouen, Giverny, Étretat…), proposaient une balade en lien avec l’impressionnisme ponctuée de lectures d’écrivains ayant séjourné ou écrit sur le lieu visité. Cette manifestation a rencontré un grand succès public et médiatique (France Inter, Elle…). Autre exemple d’événements : « Le Photomatic ». À la suite d'une série d'entretiens en tête à tête, l'auteur a réalisé le portrait littéraire de chacun des participants, ces petits textes ont tous été publiés dans Les Contes impressionnistes (« Les Randonnées littéraires » et « Le Photomatic » ont reçu le soutien d’Erik Orsenna, dans le cadre du festival Normandie impressionniste en 2010 et 2016).
Entre deux romans, il publie Mimêsis (Jacques Flament Éditions) en 2015, un livre de photos dont le but est de rendre visible la géométrie qui nous entoure et que nos yeux ne voient plus.
Son essai sur Montgomery Clift, L’Enfer du décor (Éditions LettMotif), signe son retour au cinéma. Un retour amorcé avec Avant que la vie ne nous sépare (Éditions TG), un roman racontant un tournage mouvementé à Cinecittà, en juin 1940, juste avant l’entrée en guerre de l’Italie auprès de l’Allemagne, et la réédition sous forme d’intégrale de sa minisérie à succès, Sitcom qui a fait l’objet d’un projet d’adaptation en série télé.
Fin 2021, paraît Dahovision(s), un ouvrage consacré à Étienne Daho et plus particulièrement centré sur les références artistiques présentes dans son œuvre (paroles, pochettes, clips...). À la suite de la sortie, le 12 mai 2023, de Tirer la nuit sur les étoiles, le nouvel album du chanteur, Sébastien Monod sort un autre ouvrage essentiellement consacré à ce disque, Étienne Daho, l’attraction des arts en novembre 2023.

### Romans
- Coma, Éditions de La Trémie, 2022  (ISBN 978-2-4934021-8-9)
- Le Chat bleu, Éditions des Deux Anges, 2020  (ISBN 978-2-9560362-5-8)
- Nuit mauve, Éditions Cogito Ergo Sum, 2018  (ISBN 979-1-0916575-1-8)
- Sitcom 3 : Isidore ou les noces rebelles, Éditions des Deux Anges, 2017  (ISBN 978-2-9560362-1-0)
- Sitcom : L'intégrale, Éditions des Deux Anges, 2017  (ISBN 978-2-9560362-0-3)
- L'amer veille, Éditions des Deux Anges, 2016  (ISBN 978-1-53542-469-1)
- J'étais vivant et je ne le savais pas, Éditions TG, 2015  (ISBN 979-1-02940-065-0)
- La Mère et les Jours, Éditions TG, 2014  (ISBN 978-2-36307-951-0)
- Louxor Paradise, Jacques Flament Éditions, 2013  (ISBN 978-2-36336-084-7)
- Avant que la vie ne nous sépare, Éditions TG, 2011  (ISBN 978-2-36307-015-9)
- Sitcom 2, Isidore ou la grande illusion, Éditions TG, 2010  (ISBN 978-2-91467-943-5)
- Sitcom, Isidore ou le divin hasard, Éditions TG, 2009  (ISBN 978-2-91467-938-1)
- Anna t'aime, Éditions Publibook, 2009  (ISBN 978-2-74834-945-0)
- Donnez-leur le repos éternel, Éditions Publibook, 2009  (ISBN 978-2-74834-783-8)
- Rue des Deux Anges, Éditions Publibook, 2005  (ISBN 978-2-74830-763-4)
- On ira (presque) tous au paradis (avec Alexis Clairmont), H&O Éditions, 1999  (ISBN 978-2-84547-002-6)

### Nouvelles
- De chair et de cendres (et autres nouvelles), recueil, Éditions des Deux Anges, 2018  (ISBN 978-2956036234)
- Dans l’arène des rois, nouvelle dans le recueil Des Livres et des Hommes : Premières fois, 2018 (ASIN B07CN7DTDK)
- De chair et de cendres, nouvelle dans le recueil Un tour du monde pour Le Refuge, Éditions Textes Gais, 2017  (ISBN 979-1-02940-217-3)
- Le Phare et la Fée, nouvelle dans la revue L'Archipel des lettres, 2016
- Les Contes impressionnistes, recueil, Éditions des Deux Anges, 2016  (ISBN 978-1540723406)
- Étincelles, nouvelle dans le recueil Des vacances pour Le Refuge - Volume textes courts, Éditions Textes Gais, 2016  (ISBN 979-1-02940-154-1)
- La Marque rose, nouvelle dans le recueil Un cadeau de Noël pour Le Refuge - Volume Sven de Rennes, Éditions Textes Gais, 2014  (ISBN 979-1-02940-000-1)
- Des hommes et des bêtes, nouvelle dans le recueil Les Lucioles, éditions Des ailes sur un tracteur, 2014  (ISBN 979-1-09028-616-0)
- Fable(s), nouvelle dans Agenda 2014 et recueil de nouvelles, Jacques Flament Éditions, 2013  (ISBN 978-2-36336-102-8)
- Pour qui sonne l'Angélus ?, nouvelle dans le recueil Rouen, la ville dont vous êtes le héros, Christophe Chomant Éditeur, 2007
- Bleu pervenche, nouvelle dans la Revue pour Trois Lunes, 2006

### Cinéma
- Montgomery Clift, l'enfer du décor, Éditions LettMotif, 2017  (ISBN 978-2-36716-213-3), réédition en broché, Éditions LettMotif, 2023  (ISBN 978-2-36716-415-1)

### Musique
- Étienne Daho, l’attraction des arts, Éditions des Deux Anges, 2023  (ISBN 978-2-9560362-7-2)
- Dahovision(s), Médiapop Éditions et Chicmedias Éditions, 2021  (ISBN 978-2-491436-41-4)

### Pièce de théâtre
- Envieux, pièce publiée sur les sites Le Proscenium et La Théâtrothèque et mise en scène par la compagnie Des Pourquoi Pas ! en mai 2008

### Poésie
- Le Printemps des poètes 2008 (trois poèmes), recueil de poésie, Christophe Chomant Éditeur, 2008  (ISBN 9782849620991)

### Photographie
- On dirait le Sud (Agenda 2019), Éditions des Deux Anges, 2018  (ISBN 978-2956036241)
- Ouessant, mon sang, Éditions des Deux Anges, 2018  (ISBN 978-2-9560362-2-7)
- Mimêsis, Jacques Flament Éditions, 2015  (ISBN 9782363361776)

## Prix et distinctions
- L'essai Montgomery Clift, l'enfer du décor obtient le prix de la Biographie 2019 dans le cadre du Prix du roman gay organisé par les Éditions du Frigo en novembre 2019
- Le roman Nuit mauve termine dans les cinq premiers à l'occasion du prix Sang pour Sang Polar organisé par le salon du livre éponyme de Franqueville-Saint-Pierre (Seine-Maritime) en novembre 2019
- Mention spéciale du Prix du roman gay 2015 pour l’ensemble de son œuvre[3]
- La nouvelle Des hommes et des bêtes est lauréate régionale (Normandie) du prix Jean Lescure organisé par l’Association française des cinémas d'art et d'essai en 2013
- Le roman Sitcom (Isidore ou la grande illusion) est finaliste du prix du roman gay organisé par les Éditions du Frigo en novembre 2013 [4]
- Le roman Anna t’aime remporte le Prix de l’Internaute organisé par les Éditions Publibook en janvier 2011 à l’occasion des 10 ans (2000-2010) de la maison d’édition [5]
- Le roman Anna t’aime est finaliste au concours (national) Reflets de femmes en 2009
- La nouvelle Aux anges est finaliste au concours Patrimoine : je t'aime, un peu, beaucoup, à la folie ! organisé par la Mairie de Rouen en 2005
- La nouvelle Bleu pervenche obtient le Grand Prix du Concours Universitaire de la Nouvelle au Concours Universitaire de la Nouvelle (Académie de Rouen) en 2004
- La nouvelle Le Nain jaune (autre nom : La Jaunisse) est finaliste au Concours Universitaire de la Nouvelle (Académie de Rouen) en 2002
- La nouvelle Vertige est finaliste au Concours Universitaire de la Nouvelle (Académie de Rouen) en 1999

## Médias
- Interview sur le site du journal Le Parisien en février 2022
- Interview sur France Bleu Normandie en septembre 2018
- Article sur le site Culturopoing en mars 2018
- Article dans Télérama en février 2018
- Interview sur France Bleu Normandie en décembre 2017
- Interview sur France 3 Normandie en septembre 2014
- Interview sur France 3 Normandie en avril 2013
- Présentation des "Randonnées littéraires" sur France Bleu Normandie en juillet 2010
- Interview sur le site de Gayviking en 2009